# Wasquehal - Hôtel de Ville (metrostation)
Het station Wasquehal - Hôtel de Ville is een metrostation van lijn 2 van de metro van Rijsel, gelegen in de Franse gemeente Wasquehal. Het station ligt aan de Place Charles-de-Gaulle. De naam komt van het stadhuis (Frans: hôtel de ville) van Wasquehal, dat naast het metrostation ligt.

## Omgeving
- Stadhuis van Wasquehal
- Toeristisch infokantoor
- IJsbaan